# Arpinder Singh
Arpinder Singh (* 30. Dezember 1992 in Harsha Chhina, Punjab) ist ein indischer Dreispringer. Er hielt zwischen 2014 und 2016 den indischen Rekord im Dreisprung.

## Karriere
Erste internationale Erfahrungen sammelte Arpinder Singh bei den Jugendweltmeisterschaften 2009 in Brixen, bei denen er mit 14,20 m in der Qualifikation ausschied. 2010 gewann er bei den Juniorenasienmeisterschaften in Hanoi mit 16,13 m die Silbermedaille hinter dem Chinesen Cao Shuo. Daraufhin nahm er an den Juniorenweltmeisterschaften im kanadischen Moncton teil und schied dort mit 15,31 m in der Qualifikation aus. 2013 qualifizierte er sich für die Asienmeisterschaften in der indischen Stadt Pune, bei denen er mit 16,58 m die Bronzemedaille gewann. Am 8. Juni 2014 stellte er seinen persönlichen Rekord mit 17,17 Metern in Lucknow auf. Mit dieser Weite stellte er zu dieser Zeit den indischen Rekord auf. Am 11. Juli 2016 nahm ihm Renjith Maheswary den indischen Rekord wieder ab. Im selben Jahr wurde er für die Commonwealth Games in Glasgow nominiert und gewann dort mit 16,53 m die Bronzemedaille. Anschließend belegte er bei den Asienspielen in Incheon mit 16,41 m den fünften Platz.
In Kalkutta sicherte er sich mit einer Weite von 16,36 Meter am 19. September 2015 seinen zweiten indischen Meistertitel. Im Jahr 2017 wurde er für die Asian Indoor & Martial Arts Games nominiert und am 20. September gewann er vor Pratchaya Tepparak aus Thailand und Rashid al-Mannai aus Katar die Goldmedaille mit einer Weite von 16,21 Meter. Mit dieser Weite stellt er seine Bestleistung in der Halle auf. Zuvor belegte er bei den Asienmeisterschaften in Bhubaneswar mit 16,33 m knapp eine weitere Medaille und wurde dort Vierter. Im Jahr 2018 wurde er für die Commonwealth Games 2018 im australischen Gold Coast nominiert und belegte dort mit einer Weite von 16,46 m den vierten Platz. Ende August nahm er erneut an den Asienspielen in Jakarta teil und siegte dort mit einer Weite von 16,77 m. Anschließend wurde er beim Leichtathletik-Continentalcup in Ostrava mit 16,59 m Dritter.
2013, 2015 und 2018 wurde Singh indischer Meister im Dreisprung.

## Persönliche Bestleistungen
- Dreisprung: 17,16 m, 8. Juni 2014 in  Lucknow
  - Dreisprung (Halle): 16,21 m, 20. September 2017 in  Aşgabat